# Petar Miloševski
Petar Miloševski (in macedone Петар Милошевски?; Bitola, 6 dicembre 1973 – Kumanovo, 13 marzo 2014) è stato un calciatore macedone, di ruolo portiere.

## Palmarès

### Club

#### Competizioni nazionali
- Coppa di Macedonia: 2

Pelister: 1990-1991
Vardar: 1997-1998